# Campeonato Argentino de Futebol de 1936
O Campeonato Argentino de Futebol de 1936 foi a sexta temporada da era profissional da Primeira Divisão do futebol argentino, e a segunda organizada pela Asociación del Football Argentino. Contou com a participação dos mesmos dezoito times originais da Liga Argentina de Football.
A estrutura da competição foi alterada em relação aos anos anteriores, já que, em vez de um único campeonato anual, foi realizado dois torneios curtos de dezessete jogos cada, onde cada torneio foi uma disputa de todos contra todas, com idêntica programação, o segundo sendo as recuperações do primeiro. Representado o primeiro turno, foi disputada a Copa de Honor; enquanto que no segundo turno foi jogada a Copa Campeonato. Posteriormente, os dois campeões se enfrentam em uma única partida, em campo neutro, colocando em disputa a Copa de Oro.
A Copa de Honor consagrou campeão o San Lorenzo; e a Copa Campeonato, o River Plate, que também ganhou a Copa de Oro e, com ela, o direito de disputar a Copa Río de la Plata contra o campeão uruguaio.
Posteriormente, e por muitos anos, apesar dos três títulos terem sido publicados oficialmente no Relatório Anual de 1936, a AFA considerou campeão apenas o vencedor da Copa Campeonato. Até que em 4 de julho de 2013, por meio de uma publicação da lista de campeões em sua página na web, a entidade oficializou as três conquistas.
Como nos torneios anteriores da era profissional, este torneio continuou sem estabelecer um sistema acesso e descenso, enquanto que a Segunda Divisão voltou a ser disputada entre os reservas das equipes da Primeira Divisão e os clubes da segunda categoria. Foi a única edição na época disputada assim, no ano seguinte, o campeonato retornou ao formato de disputa dos torneios oficiais anteriores, o sistema de todos contra todos em dois turnos, com um único campeão anual. Somente na temporada de 2012–13, que pela segunda vez na história do Campeonato Argentino, houve três campeões da Primeira Divisão em uma mesma temporada.

## Equipes participantes
| Equipe             | Cidade               |
| ------------------ | -------------------- |
| Argentinos Juniors | Buenos Aires         |
| Atlanta            | Buenos Aires         |
| Boca Juniors       | Buenos Aires         |
| Chacarita Juniors  | Buenos Aires         |
| Estudiantes        | La Plata             |
| Ferro Carril       | Buenos Aires         |
| Gimnasia y Esgrima | La Plata             |
| Huracán            | Buenos Aires         |
| Independiente      | Avellaneda           |
| Lanús              | Lanús                |
| Platense           | Buenos Aires         |
| Quilmes            | Quilmes              |
| Racing Club        | Avellaneda           |
| River Plate        | Buenos Aires         |
| San Lorenzo        | Buenos Aires         |
| Talleres           | Remedios de Escalada |
| Tigre              | Victoria             |
| Vélez Sársfield    | Buenos Aires         |

### Distribuição geográfica das equipes
| Região                 | Quant. | Equipes |
| ---------------------- | ------ | --- |
| Cidade de Buenos Aires | 10     | Argentinos Juniors, Atlanta, Boca Juniors, Chacarita Juniors, Ferro Carril Oeste, Huracán, Platense, River Plate, San Lorenzo e Vélez Sársfield |
| Grande Buenos Aires    | 6      | Independiente, Lanús, Quilmes, Racing Club, Talleres (RdE) e Tigre                                                                              |
| Cidade de La Plata     | 2      | Estudiantes e Gimnasia y Esgrima |

## Copa de Honor
| Pos | Equipes            | Pts | J  | V  | E | D  | GM | GS | SG  |
| --- | ------------------ | --- | -- | -- | - | -- | -- | -- | --- |
| 1   | San Lorenzo        | 28  | 17 | 12 | 4 | 1  | 45 | 21 | 24  |
| 2   | Huracán            | 25  | 17 | 11 | 3 | 3  | 33 | 20 | +10 |
| 3   | Boca Juniors       | 24  | 17 | 10 | 4 | 3  | 36 | 17 | +19 |
| 4   | Vélez Sársfield    | 22  | 17 | 10 | 2 | 5  | 40 | 25 | +15 |
| 5   | Independiente      | 22  | 17 | 9  | 4 | 4  | 35 | 25 | 0   |
| 6   | River Plate        | 21  | 17 | 9  | 3 | 5  | 35 | 25 | 0   |
| 7   | Atlanta            | 19  | 17 | 8  | 3 | 6  | 34 | 38 | -4  |
| 8   | Racing Club        | 18  | 17 | 8  | 2 | 7  | 37 | 27 | -4  |
| 9   | Quilmes            | 18  | 17 | 7  | 4 | 6  | 27 | 26 | +1  |
| 10  | Chacarita Juniors  | 18  | 17 | 7  | 4 | 6  | 31 | 31 | 0   |
| 11  | Estudiantes        | 17  | 17 | 8  | 1 | 8  | 40 | 34 | +6  |
| 12  | Platense           | 16  | 17 | 6  | 4 | 7  | 23 | 26 | −3  |
| 13  | Ferro Carril       | 14  | 17 | 5  | 4 | 8  | 36 | 44 | +2  |
| 14  | Gimnasia y Esgrima | 13  | 17 | 4  | 5 | 8  | 33 | 45 | −12 |
| 15  | Talleres           | 12  | 17 | 6  | 0 | 11 | 27 | 30 | −3  |
| 16  | Lanús              | 9   | 17 | 3  | 3 | 11 | 29 | 43 | −14 |
| 17  | Tigre              | 7   | 17 | 2  | 3 | 12 | 17 | 42 | −25 |
| 18  | Argentinos Juniors | 3   | 17 | 1  | 1 | 15 | 15 | 54 | −39 |

## Copa Campeonato
| Pos | Equipes            | Pts | J  | V  | E | D  | GM | GS | SG  |
| --- | ------------------ | --- | -- | -- | - | -- | -- | -- | --- |
| 1   | River Plate        | 28  | 17 | 13 | 2 | 2  | 49 | 19 | +30 |
| 2   | Lorenzo de Almagro | 24  | 17 | 11 | 2 | 4  | 41 | 24 | +15 |
| 3   | Racing Club        | 23  | 17 | 10 | 3 | 4  | 43 | 27 | +16 |
| 4   | Independiente      | 21  | 17 | 10 | 1 | 6  | 32 | 29 | +3  |
| 5   | Boca Juniors       | 20  | 17 | 9  | 2 | 6  | 39 | 19 | +20 |
| 6   | Atlanta            | 19  | 17 | 8  | 3 | 6  | 39 | 30 | +9  |
| 7   | Platense           | 19  | 17 | 6  | 7 | 4  | 26 | 29 | -3  |
| 8   | Huracán            | 18  | 17 | 7  | 4 | 6  | 32 | 22 | +10 |
| 9   | Argentinos Juniors | 18  | 17 | 7  | 4 | 6  | 26 | 32 | -6  |
| 10  | Ferro Carril       | 17  | 17 | 7  | 3 | 7  | 30 | 36 | -6  |
| 11  | Estudiantes        | 16  | 17 | 6  | 4 | 7  | 32 | 32 | 0   |
| 12  | Chacarita Juniors  | 16  | 17 | 6  | 4 | 7  | 36 | 42 | −6  |
| 13  | Vélez Sársfield    | 15  | 17 | 7  | 1 | 9  | 45 | 35 | +10 |
| 14  | Gimnasia y Esgrima | 14  | 17 | 6  | 2 | 9  | 31 | 48 | −17 |
| 15  | Lanús              | 12  | 17 | 5  | 2 | 10 | 27 | 43 | −16 |
| 16  | Quilmes            | 11  | 17 | 4  | 3 | 10 | 24 | 39 | −15 |
| 17  | Tigre              | 8   | 17 | 2  | 4 | 11 | 21 | 43 | −22 |
| 18  | Talleres           | 7   | 17 | 1  | 5 | 11 | 19 | 43 | −24 |

## Classificação final da emporada
| Pos | Equipes            | Pts | J  | V  | E  | D  | GM | GS | SG  |
| --- | ------------------ | --- | -- | -- | -- | -- | -- | -- | --- |
| 1   | San Lorenzo        | 52  | 34 | 23 | 6  | 5  | 86 | 45 | 41  |
| 2   | River Plate        | 49  | 34 | 22 | 5  | 7  | 84 | 44 | 40  |
| 3   | Boca Juniors       | 44  | 34 | 19 | 6  | 9  | 75 | 36 | 39  |
| 4   | Huracán            | 43  | 34 | 18 | 7  | 9  | 65 | 42 | 23  |
| 5   | Independiente      | 43  | 34 | 19 | 5  | 10 | 67 | 54 | 13  |
| 6   | Racing Club        | 41  | 34 | 18 | 5  | 11 | 80 | 54 | 26  |
| 7   | Atlanta            | 38  | 34 | 16 | 6  | 12 | 73 | 68 | 5   |
| 8   | Vélez Sársfield    | 37  | 34 | 17 | 3  | 14 | 85 | 60 | 25  |
| 9   | Chacarita Juniors  | 36  | 34 | 14 | 8  | 12 | 67 | 73 | -6  |
| 10  | Platense           | 35  | 34 | 12 | 11 | 11 | 49 | 55 | -6  |
| 11  | Estudiantes        | 33  | 34 | 14 | 5  | 15 | 72 | 66 | 6   |
| 12  | Ferro Carril       | 31  | 34 | 12 | 7  | 15 | 66 | 80 | -14 |
| 13  | Quilmes            | 29  | 34 | 11 | 7  | 16 | 51 | 65 | -14 |
| 14  | Gimnasia y Esgrima | 27  | 34 | 10 | 7  | 17 | 64 | 93 | -29 |
| 15  | Lanús              | 21  | 34 | 8  | 5  | 21 | 56 | 86 | -30 |
| 16  | Argentinos Juniors | 21  | 34 | 8  | 5  | 21 | 41 | 86 | -45 |
| 17  | Talleres           | 19  | 34 | 7  | 5  | 22 | 46 | 73 | -27 |
| 18  | Tigre              | 15  | 34 | 4  | 7  | 23 | 38 | 85 | -47 |

## Copa de Oro
Jogada no final da temporada entre os dois campeões, em campo neutro, cujo ganhador foi o representante argentino na Copa Río de La Plata.
| Partida 1   | Partida 1 | Partida 1   | Partida 1                | Partida 1              | Partida 1 |
| Equipe 1    | Resultado | Equipe 2    | Estádio                  | Data                   |           |
| ----------- | --------- | ----------- | ------------------------ | ---------------------- | --------- |
| River Plate | 4 - 2     | San Lorenzo | Estádio do Independiente | 20 de dezembro de 1936 |           |